# Humbert-Louis Bonardelly
Humbert-Louis Bonardelly (25 maggio 1904 – 1977) è stato un cestista svizzero.

## Carriera
Con la Svizzera ha disputato le Olimpiadi di Berlino 1936.